# Gaza (mesto)
Gaza (arabsko غَزَّة, latinizirano: Gazzah, arabska izgovorjava: [ˈɣazza(h)], hebrejsko עַזָּה, latinizirano: 'Azza) je mesto v Gazi in je s 590.481 prebivalci (štetje leta 2017) največje palestinsko mesto. Območje naselja je poseljeno vsaj od 15. stoletja pr. n. št. dalje, do danes pa je bilo del več držav.
Mesto je bilo v neoasirskih zapisih tekom filistejske dobe znano kot Hāzat. Prvi zapisi o današnji različici imena se najdejo v zapisih o vojaških pohodih Tutmozisa III. v 15. stol. pr. n. št. Poimenovanje pomeni v semitskih jezikih 'močan', 'bojevit'.

## Zgodovina
Gaza je z več kot 5000 leti neprekinjene poselitve eno najstarejših mest na svetu. Zaradi svoje lege ob Sredozemskem morju je bila Gaza pomembno pristanišče med severno Afriko, Rdečim morjem in Levantom.

### Prazgodovina
Poselitev območja se je pričela z izgradnjo staroegipčanske trdnjave Tell es-Sakan na jugu današnjega mesta na takratnem ozemlju Kanaana. V bližini je bila zgrajena tudi utrdba Tell el-Ajjul. Tekom bronaste dobe je na tem mestu stalo več utrdb, a je bil Tell es-Sakan do 14. stol. pr. n. št. že opuščen.
Med vladanjem Tutmozisa III. je mesto postalo postanek za trgovske poti, prav tako pa je postala glavno egipčansko mesto Kanaana. V 12. stoletju pr. n. št. so mesto osvojili Filistejci, Gaza pa je postala del Filisteje. Po navedbah Svetega Pisma je bil v Gazi zaprt Samson (Sod 16,21). 
Po vladavini Egipčanov, Izraelcev in Asircev je Gaza pod nadvlado Perzije obogatela ter postala delno samostojna. Mesto je leta 332 pr. n. št. z obleganjem osvojil Aleksander Veliki na poti do Egipta, prebivalce je pobil oz. odpeljal v suženjstvo. V času Selevkidov se je mesto imenovalo Selevkija. Leta 227 pr. n. št je po vojni Ptolemaja III. Gaza prevzela nadzor nad trgovskimi potmi z začimbami.

## Geografija
Središče Gaze leži na nizkem griču 14 m nad morjem. Večina mesta stoji na ravnini pod vzpetino, na njej stojijo predmestja Gaze. Pristanišče in plaža se nahajata 3 km zahodno od centra. Mestno okrožje zaobjema 45 km2. Leži 78 km vzhodno od Jeruzalema, 71 km južno od Tel Aviva in 30 km severno od Rafe. Mesto ima vroče semiaridno podnebje z mediteranskimi značilnostmi, sušnimi poletji in milimi zimami. Najtoplejša meseca sta marec in april s povprečno 31,7 °C. Najhladnejši mesec je januar z najvišjimi temperaturami okrog 18,3 °C. Letna povprečna količina dežja znaša 395 mm, ta pa pada skoraj izključno med novembrom in marcem.
| Podnebni podatki za Gaza         | Podnebni podatki za Gaza | Podnebni podatki za Gaza | Podnebni podatki za Gaza | Podnebni podatki za Gaza | Podnebni podatki za Gaza | Podnebni podatki za Gaza | Podnebni podatki za Gaza | Podnebni podatki za Gaza | Podnebni podatki za Gaza | Podnebni podatki za Gaza | Podnebni podatki za Gaza | Podnebni podatki za Gaza | Podnebni podatki za Gaza |
| Mesec                            | Jan                      | Feb                      | Mar                      | Apr                      | Maj                      | Jun                      | Jul                      | Avg                      | Sep                      | Okt                      | Nov                      | Dec                      | Letno                    |
| -------------------------------- | ------------------------ | ------------------------ | ------------------------ | ------------------------ | ------------------------ | ------------------------ | ------------------------ | ------------------------ | ------------------------ | ------------------------ | ------------------------ | ------------------------ | ------------------------ |
| Povprečna visoka temperatura °C  | 18.3                     | 18.9                     | 21.1                     | 24.4                     | 27.2                     | 29.4                     | 30.6                     | 31.7                     | 30.6                     | 28.9                     | 25.0                     | 20.6                     | 25.6                     |
| Povprečna dnevna temperatura °C  | 13.9                     | 14.5                     | 16.4                     | 19.1                     | 21.8                     | 24.5                     | 26.0                     | 27.0                     | 25.6                     | 23.3                     | 19.8                     | 16.1                     | 20.7                     |
| Povprečna nizka temperatura °C   | 9.4                      | 10.0                     | 11.6                     | 13.8                     | 16.4                     | 19.5                     | 21.4                     | 22.2                     | 20.5                     | 17.7                     | 14.5                     | 11.6                     | 15.7                     |
| Povprečna količina dežja mm      | 104                      | 76                       | 30                       | 13                       | 3                        | 1                        | 0                        | 1                        | 3                        | 18                       | 64                       | 81                       | 394                      |
| Povprečna relativna vlažnost (%) | 85                       | 84                       | 83                       | 82                       | 84                       | 87                       | 86                       | 87                       | 86                       | 74                       | 78                       | 81                       | 83                       |
| Povp. št. sončnih ur             | 204.6                    | 192.1                    | 241.8                    | 264.0                    | 331.7                    | 339.0                    | 353.4                    | 337.9                    | 306.0                    | 275.9                    | 237.0                    | 204.6                    | 3.288                    |
| Povp. št. sončnih ur na dan      | 6.6                      | 6.8                      | 7.8                      | 8.8                      | 10.7                     | 11.3                     | 11.4                     | 10.9                     | 10.2                     | 8.9                      | 7.9                      | 6.6                      | 9.1                      |
| Vir: Arabska meteorološka knjiga |                          |                          |                          |                          |                          |                          |                          |                          |                          |                          |                          |                          |                          |

## Demografija
Leta 1557 je imela Gaza po osmanskem popisu 2477 moških davkoplačevalcev. Leta 1838 je imela Gaza okrog 15–16.000 prebivalcev. Do pričetka prve svetovne vojne je mesto imelo 42.000 prebivalcev, vendar je prebivalstvo strmo upadlo po spopadih med zahodnimi silami ter nemško-otomansko zavezo leta 1917. 
Leta 1922 je imela Gaza 17.480 prebivalcev. Po izraelski osamosvojitveni vojni se je v Gazo priselilo večje število palestinskih beguncev, do leta 1997 so ti (ali njihovi potomci) predstavljali 51,8 % prebivalstva mesta.
Po popisu leta 1997 je imela Gaza skupaj s pripadajočim begunskim centrom 353.115 prebivalcev. Šestdeset odstotkov prebivalstva so predstavljale osebe, mlajše od 19 let; 28 % je bilo mlajših od 44 let, 7,7 % med 45 in 64 ter 3,9 % prebivalcev je bilo starejših od 64 let. Leta 2017 je imela 590.481 prebivalcev ter je bila največje palestinsko mesto. Je eno izmed mest z največjo rastjo ter največjo gostoto prebivalstva, ta znaša kar 9.982,69 prebivalcev/km2.
Prebivalci Gaze so večinoma sunitski muslimani, v njej pa živi tudi okrog 3500 palestinskih kristjanov. V mestu so okrog 3000 let živeli tudi Judje, vendar so ti mesto zapustili leta 1948 po arabsko-izraelski vojni; danes pa Judov v mestu ni več.

## Gospodarstvo
Glavni kmetijski proizvodi so jagode, citrusi, datlji, olive in rezano cvetje. Zaradi onesnaževanja Gaze in visoke porabe vode pada učinkovitost zemlje. Malopotrošna industrija vključuje proizvodnjo plastike, gradbenih materialov, keramike, bakrenih izdelkov in preprog. Po oselskih sporazumih se je v mestu v okviru mednarodnih, palestinskih ali drugih organizacij zaposlilo več tisoč ljudi. 
Leta 2005 je bilo v 3900 tovarnah v mestu zaposlenih 35.000 ljudi. Leta 2008 so človekoljubne organizacije izdale poročilo, da mesto ekonomsko stagnira, egiptovsko-izraelska ekonomska blokada pa je stanje še poslabšala. Leta 2009 je brezposelnost v mestu znašala skoraj 40 %. Privatni sektor, ki je predstavljal 53 % vseh služb, je bankrotiral. Močno prizadet je bil tudi kmetijski sektor. Leta 2008 je bilo 80 % prebivalcev odvisnih od tuje pomoči (leta 2006 63 %). Gaza je zaradi blokade utrpela pomanjkanje v nastanitvenih zmogljivostih, možnosti izobraževanja, zdravstveni oskrbi, ti pa so, poleg slabega kanalizacijskega sistema, povzročili zdravstvene težave.
Po letu 2010, ko je bila blokada omiljena, si je Gaza ekonomsko opomogla, ekonomsko jo podpirajo tuji vlagatelji.

## Izobraževanje
Leta 1997 je bilo 90 % prebivalcev Gaze, starejših od 10 let, nepismenih. 140.848 ljudi je obiskovalo šole, okrog 11.200 ljudi pa je imelo diplomo oz. višji akademski naziv. Leta 2006 je bilo v Gazi 210 šol, od tega jih je 151 upravljalo palestinsko ministrstvo za šolstvo, 46 UNRWA, 13 šol pa je bilo zasebnih. Skupno so imele okrog 155.000 študentov in 6.000 pedagoških delavcev. Do 80 % učencev ni opravilo katerega izmed petih razredov (med četrtim in devetim), do 90 % učencev pa ni opravilo pouka matematike. V Gazi je več univerz, najpomembnejše so Univer al-Azhar, Ljudska univerza al-Kuds, Univerza al-Aksa in Islamska univerza Gaze. Leta 1999 je bila ustanovljena mestna knjižnica, ki ima okrog 10.000 bibliotekarskih enot.

## Promet
Gazo s severom in jugom območja Gaze povezuje Rašidova obalna cesta. Skozi središče Gaze teče avtocesta Salaha al-Dina, ki je tudi glavna prometnica v Gazi. Od avtoceste do centra Gaze teče cesta Omarja Muktarja. V mestu teče, poleg zasebnega prometa, tudi javni avtobusni prevoz ter taksi službe. 
Leta 1998 se je 40 km južno od mesta odprlo mednarodno letališče Jaser Arafat. Leta 2002 je bilo letališče poškodovano v napadu izraelske vojske in je postalo neuporabno. 75 km severovzhodno od mesta leži mednarodno letališče Ben Gurion. 

## Infrastruktura
Leta 1997 je 98,1 % prebivalcev Gaze uporabljalo sisteme javnega vodovoda, ki se napaja iz podtalnice. 87,6 % gospodinjstev je uporabljalo kanalizacijo, 11,8 % pa greznice. Embargo je ogrozil oskrbo z vodo, približno polovica prebivalcev ni imela redne oskrbe z vodo. Na dan je v Sredozemsko morje tudi steklo okrog 20 mio. litrov neobdelane ter 40 mio. litrov deloma obdelane komunalne vode, ta je povzročila zareditev uši in insektov.
Gaza električno energijo uvaža iz Izraela. Leta 2002 je Gaza zgradila lastno elektrarno, vendar so jo leta 2006 porušile izraelske vojaške sile, delno pa je bila obnovljena leta 2007.
Gazo pestijo težave s komunalnimi odpadki predvsem zaradi pomanjkanja financiranja, manjše pozornosti na ekoloških projektih in pomanjkanje javnih služb.